# Ботмер, Бернард
Бернард В. Ботмер (англ. Bernard V. Bothmer, урожд. Бернхард Вильгельм фон Ботмер (нем. Bernhard Wilhelm von Bothmer; 13 октября 1912, Шарлоттенбург — 24 ноября 1993, Нью-Йорк) — немецкий и американский египтолог.

## Биография
Ботмер родился в семье полковника прусской армии Вильгельма фон Ботмера (1869—1922) и баронессы Марии фон унд цу Эглофштейн (1887—1960). Его младший брат — археолог Дитрих фон Ботмер.
Бернард Ботмер изучал египтологию в Берлинском и Боннском университетах. В 1932 году поступил на работу в берлинский Египетский музей. Отвергал национал-социалистические идеи и в 1938 году эмигрировал в США.
С 1956 года работал в Бруклинском музее, в 1963 году получил должность куратора египетского отдела. С 1960 года являлся профессором египтологии в Институте изящных искусств в Нью-Йорке. Специализировался на древнеегипетской скульптуре позднего периода.

## Сочинения
- Egyptian Sculpture of the Late Period: 700 B.C. to A.D. 100. Brooklyn, NY 1960.
- mit Jean L. Keith: Brief Guide to the Department of Ancient Art. Brooklyn, NY 1970
- Egyptian Art. Selected Writings of Bernard V. Bothmer. Oxford 2003
- Egypt 1950 — my first visit. Ed. by Emma Swan Hall. Oxford 2004